# Walwadi
Walwadi es una ciudad censal situada en el distrito de Dhule en el estado de Maharashtra (India). Su población es de 29636 habitantes (2011).  Se encuentra a orillas del río Panzara, a 4 km de Dhule.

## Demografía
Según el censo de 2011 la población de Walwadi era de 29636 habitantes, de los cuales 15516 eran hombres y 14120 eran mujeres. Walwadi tiene una tasa media de alfabetización del 89,27%, superior a la media estatal del 83,36%: la alfabetización masculina es del 91,39%, y la alfabetización femenina del 86,96%.